# Marco Giulio Severo Filippo
Marco Giulio Severo Filippo, anche noto come Filippo II (latino: Marcus Iulius Severus Philippus; 238 – Roma, 249) fu imperatore romano assieme al padre Filippo l'Arabo dal 247 alla sua morte.

## Biografia
Figlio dell'imperatore romano Filippo l'Arabo e di sua moglie Marcia Otacilia Severa, Filippo II divenne caesar dell'Impero a sette anni, quando il padre divenne imperatore (244); la mossa aveva lo scopo di rafforzare la posizione dell'imperatore iniziando una dinastia e suscitando la lealtà dei sudditi. L'elevazione al rango di co-imperatore avvenne nel 247, a seguito del trionfo del padre nella campagna danubiana: il giovane augusto fu anche console nel 247 e nel 248.
Nel 249 Filippo l'Arabo fu ucciso a seguito di uno scontro con le truppe del suo successore, Decio: secondo una versione, quando la notizia raggiunse Roma, Filippo II fu sgozzato dalla guardia pretoriana; secondo un'altra versione, morì combattendo assieme al padre nella battaglia di Verona. Aveva undici anni, era stato co-imperatore insieme al padre per due anni.
Particolarmente austero e serioso, dalla sua infanzia non era mai stato indotto al sorriso: una volta che il padre mostrò di divertirsi durante i giochi, a causa di un episodio buffo, lo si vide girare la testa con una marcata espressione di disgusto.